# 차운차

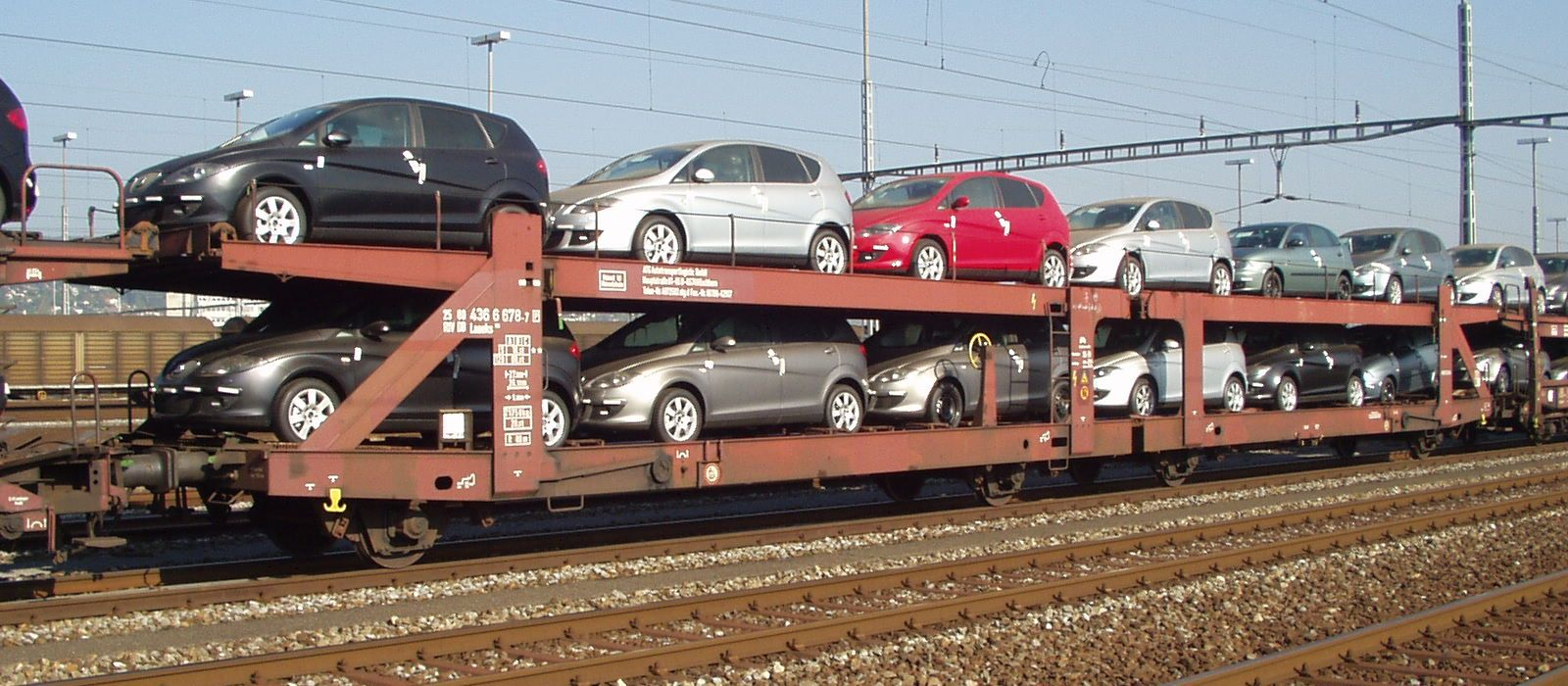

차운차(車運車)는 자동차를 수송하기 위한 특수한 구조를 가진 화물 열차이다. 특징상, 화물 열차인 경우가 많다. 또한 차운차 중 일부는 장거리 열차에 편성되기도 한다.